# Trude Gundersen
Trude Gundersen född 6 juni 1977 i Bergen, Norge, är en före detta norsk taekwondoutövare. Hon var Norges enda taekwondoutövare under olympiska sommarspelen 2000 i Sydney. Numera är hon läkare i sin hemstad Bergen i Norge.
Hon tog OS-silver i mellanviktsklassen i samband med de olympiska taekwondo-turneringarna 2000 i Sydney.